# Capsule rmx EP
『capsule rmx EP』（カプセル・リミックス・イー・ピー）は、2007年9月5日にcontemodeより発売されたcapsuleの8枚目の数量限定アナログ12インチシングルである（品番： YCJC-10005）。

## 楽曲について
A1.Sugarless GiRL (rmx ver.)
同名の楽曲がアルバム『capsule rmx』にも収録されているが、アルバムのバージョンでは、冒頭部と最後の部分のリズムパートのみの箇所はカットされ、イントロは短縮され、曲全体で1.024倍速されている、などの変更がある（シングル版のBPMは128、アルバム版のBPMは131.072）。
B1.CrazEEE Skyhopper (rmx ver.)
BPM125で制作されたものが、1.024倍速されて収録されている（BPM128）。

## 収録曲について
全作詞・全作曲：中田ヤスタカ
| #  | タイトル                      | 作詞 | 作曲・編曲 | 時間 |
| -- | ----------------------------- | ---- | ---------- | ---- |
| 1. | 「Sugarless GiRL (rmx ver.)」 |      |            | 8:11 |

| #  | タイトル                         | 作詞 | 作曲・編曲 | 時間 |
| -- | -------------------------------- | ---- | ---------- | ---- |
| 1. | 「CrazEEE Skyhopper (rmx ver.)」 |      |            | 8:45 |